# Ty Cymro

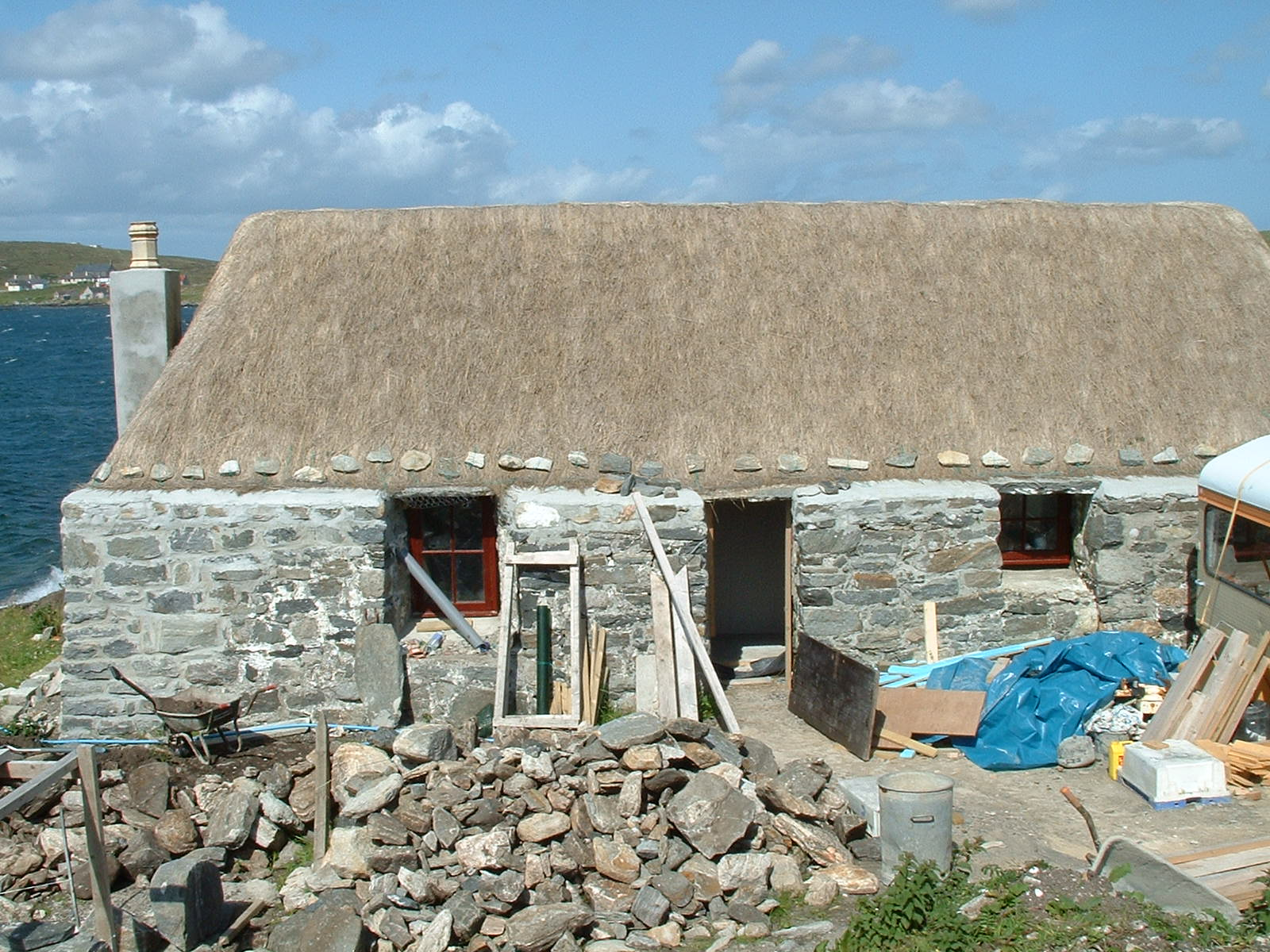
Ty Cymro während Restaurierungsarbeiten

Ty Cymro ist ein Wohngebäude auf der schottischen Hebrideninsel Berneray. 1971 wurde das Gebäude in die schottischen Denkmallisten in der Kategorie B aufgenommen. In unmittelbarer Umgebung befinden sich die Gebäude North Lamerick und Taigh Ailean.

## Geschichte
Unter Donald Ruadh Macleod wurde Berneray bis ins mittlere 18. Jahrhundert durch Erweiterung der landwirtschaftlichen Flächen und Einführung der Kelpgewinnung entwickelt. 1834 kam es zu einer Immigration von Vertriebenen anderer Inseln (vergleiche auch Highland Clearances), welche eine hohe Bevölkerungsdichte in Rushgarry und Umgebung hervorrief. Ty Cymro wurde vermutlich im 19. Jahrhundert als Behausung einer Crofter-Familie errichtet. In direkter Nähe befindet sich nordöstlich ein weiteres Gebäude, das nur noch als Ruine vorliegt. Dieses war möglicherweise einst mit Ty Cymro verbunden.

## Beschreibung
Bei Ty Cymro handelt es sich um ein traditionelles Cottage, das sich am Nordostufer des Bays Loch, der größten Bucht der Insel, südöstlich der Siedlung Rushgarry am Loch Watersee befindet. Das flache, mächtige Mauerwerk des eingeschossigen, länglichen Gebäudes ist aus Feldsteinen zu einem Schichtenmauerwerk aufgemauert. Zum Schutz vor starken Winden sind manche Gebäudekanten gerundet ausgeführt. Die Eingangstüre befindet sich links an der vier Achsen weiten, südostexponierten Hauptfassade. Die Stürze der tiefliegenden Fensteröffnungen bestehen aus Beton. Das Walmdach Ty Cymros ist als Strohdach ausgeführt. Seine Strandhafer-Deckung ist nach traditionellem Vorbild mit einem Netz aus Drähten und beschwerenden Steinen fixiert. Vor den Walmen ragen traufständige Kamine auf.
Es handelt sich um ein traditionelles Cottage der Hebriden und westlichen Highlands. 2016 wurde geschätzt, dass nur etwa 200 Gebäude dieses Bautyps in Schottland erhalten geblieben sind.